# Edson Araújo
Edson Araújo (nacido el 26 de julio de 1980) es un exfutbolista brasileño que se desempeñaba como delantero.
Jugó para clubes como el Portuguesa, Omiya Ardija, Corinthians, Fortaleza, Atlético Mineiro, Sivasspor, Santa Cruz y Paysandu.

## Trayectoria

### Clubes
| Club                | País                   | Año         |
| ------------------- | ---------------------- | ----------- |
| Portuguesa          | Brasil                 | 1999 - 2002 |
| Omiya Ardija        | Japón                  | 2003        |
| Corinthians         | Brasil                 | 2004        |
| Fortaleza           | Brasil                 | 2004        |
| Atlético Mineiro    | Brasil                 | 2005        |
| Sivasspor           | Turquía                | 2005        |
| Santa Cruz          | Brasil                 | 2006 - 2007 |
| Fortaleza           | Brasil                 | 2007 - 2008 |
| Daejeon Citizen     | Corea del Sur          | 2008        |
| Emirates Club       | Emiratos Árabes Unidos | 2008 - 2009 |
| Paysandu            | Brasil                 | 2010        |
| Vitória das Tabocas | Brasil                 | 2010        |
| São José            | Brasil                 | 2010        |
| Rio Branco          | Brasil                 | 2011        |